# براندون جاكوبس
براندون جاكوبس (بالإنجليزية: Brandon Jacobs)‏ (و. 1982  م) هو لاعب كرة قدم أمريكية، من الولايات المتحدة، ولد في هوما، يلعب كراكض للخلف ‏.

## التعليم
تعلم في جامعة أوبرن.